# Cadillac ELR
El Cadillac ELR es un coupé híbrido eléctrico enchufable desarrollado por General Motors. El concepto fue presentado en el Salón del Automóvil de Detroit de 2009 como el Cadillac Converj. La versión de producción fue introducida en el Salón del Automóvil de Detroit de 2013, y su producción está programada para iniciar a finales de 2013 en la Planta de Ensamble Detroit/Hamtramck Assembly de la General Motors. El ELR incorpora el sistema de propulsión eléctrico y las mismas baterías del Chevrolet Volt y se espera que tenga una autonomía en modo eléctrico de 56 km (35mi).
General Motors inició la fabricación de vehículos de preproducción en mayo de 2013 para ser usados en pruebas de campo. La producción de unidades destinadas para ventas está programada para iniciar en diciembre de 2013. El precio base del ELR es de US$ 75,995 antes de aplicar los incentivos gubernamentales existentes, que incluyen un crédito a los impuestos federales de hasta UUS$7,500. Las ventas están programadas para iniciar en las mayores áreas metropolitanas de Estados Unidos en enero de 2014.